# Xylariopsis
Xylariopsis är ett släkte av skalbaggar. Xylariopsis ingår i familjen långhorningar.
Kladogram enligt Catalogue of Life:
| Xylariopsis | \| \| Xylariopsis albofasciata \| \| \| \| \| \| Xylariopsis esakii \| \| \| \| \| \| Xylariopsis fujiwarai \| \| \| \| \| \| Xylariopsis fulvonotata \| \| \| \| \| \| Xylariopsis iriei \| \| \| \| \| \| Xylariopsis mimica \| \| \| \| \| \| Xylariopsis uenoi \| \| \| \| |
|             | \| \| Xylariopsis albofasciata \| \| \| \| \| \| Xylariopsis esakii \| \| \| \| \| \| Xylariopsis fujiwarai \| \| \| \| \| \| Xylariopsis fulvonotata \| \| \| \| \| \| Xylariopsis iriei \| \| \| \| \| \| Xylariopsis mimica \| \| \| \| \| \| Xylariopsis uenoi \| \| \| \| |
|             | Xylariopsis albofasciata |
|             | |
|             | Xylariopsis esakii |
|             | |
|             | Xylariopsis fujiwarai |
|             | |
|             | Xylariopsis fulvonotata |
|             | |
|             | Xylariopsis iriei |
|             | |
|             | Xylariopsis mimica |
|             | |
|             | Xylariopsis uenoi |
|             | |